# Hans-Joachim Schlegel
Hans-Joachim Schlegel (* 26. Januar 1942 in Leipzig; † 30. Oktober 2016 in Berlin) war ein auf Ost- und Mitteleuropa spezialisierter deutscher Filmhistoriker, -kritiker und -publizist sowie Übersetzer aus dem Russischen, Slowakischen, Tschechischen, Polnischen, Ukrainischen und Bulgarischen (u. a. Sergej Eisensteins Schriften, Bd. 1–4, und Andrej Tarkovskijs Die versiegelte Zeit). Er hatte Lehraufträge an Filmhochschulen und Universitäten des In- und Auslands (vor allem interdisziplinäre Themen wie Film und Psychoanalyse, Film und Religion, Film und Musik, Film und Architektur sowie Formen und Funktionen von Dokumentar- und Kurzfilmen) und publizierte im In- und Ausland. Hans-Joachim Schlegel war für Festivals als „Scout“ für osteuropäische bzw. postsowjetische Filme tätig. Außerdem gehörte er zahlreichen Festivaljuries an.
Der deutsche Filmkritiker Ralf Schenk befand: „Schlegels hohes wissenschaftliche Ethos, seine Kunst, Film- und Zeitgeschichte zu verschmelzen, streng faktenbezogen und dialektisch geschult, machte international von sich reden. Bewundernswert polyglott, parlierte er in mehreren slawischen Sprachen [...]“

## Schriften (Auswahl)
- Sergej M. Eisenstein: Schriften. Bd. 1–4. München/Wien: Carl Hanser Verlag 1973ff (Hrsg., Übersetzung und Kommentare)
- Sergej M. Eisenstein: Lehrprogramm für Theorie und Praxis der Regie (Übersetzung mit Gabriele Hübner und Kommentare). „Filmkritik“-Sonderheft 1974, H. 12
- Filme der Moskauer Filmhochschule 1960-1975 (Konzept und Übersetzung, Mitherausgeber: Eva Hoffmann). Oberhausen: Karl Maria Laufen 1977, ISBN 3-87468-003-7.
- 35 Jahre FAMU: Filme der Prager Film- und Fernsehfakultät (Konzept und Übersetzung, Mitherausgeber: Antonín Navrátil). Oberhausen: Westdeutsche Kurzfilmtage 1982, ISBN 3-87468-013-4.
- Andrej Tarkowskij: Die versiegelte Zeit. Gedanken zur Kunst, zur Ästhetik und Poetik des Films. Berlin/Frankfurt a. M.: Ullstein 1985 u.ö. (Übersetzung und Nachwort), ISBN 3-550-06393-8. Revidierte Neuedition: Berlin: Alexander Verlag 2009, ISBN 978-3-89581-200-2.
- Der „Panzerkreuzer Potemkin“ beginnt seine Fahrt. Unbekannte Texte zur Moskauer „Potemkin“-Premiere vor 60 Jahren, zusammengestellt, übersetzt und kommentiert von Hans-Joachim Schlegel. Berlin: Freunde der deutschen Kinemathek 1985 („Kinemathek“, 21. Jg., H. 67, Dezember 1985)
- Die Dokumentarfilme der baltischen Sowjetrepubliken (Konzept, Übersetzungen, Texte),  dt., engl. und franz. (Mitherausgeber: Erika und Moritz de Hadeln). Nyon und Berlin 1977/78
- Die Dokumentarfilme der armenischen Sowjetrepublik (Konzept und Übersetzungen), dt., engl., franz. (Mitherausgeber: Erika und Moritz de Hadeln). Nyon und Berlin: 1989/90
- Rumänien: Die Dokumentarfilme (dt., engl., franz.). (Mitherausgeber: Erika und Moritz de Hadeln). Nyon und Berlin: 1990/91
- Beispiel Slowakei. Zur Geschichte und Gegenwart des slowakischen Films. Texte und Materialien, (Hrsg., Übersetzung und Eigenbeiträge). Berlin: Hochschule der Künste 1990
- Filmkultur im Umbruch: Beispiel Slowakei. Graz: edition blimp 1993, ISBN 3-901272-02-X.
- Die subversive Kamera. Zur anderen Realität im ost- und mitteleuropäischen Dokumentarfilm (Konzept, Übersetzungen und Eigenbeiträge). Konstanz: UVK-Medien 1999, ISBN 3-89669-134-1 (Tschechische Ausgabe: Podvratná kamera. Jiná realita v dokumentárním filmu střední a východní Evropy, übersetzt von Irena Bonková. Prag: Malá Skála 2003) ISBN 80-86776-00-X.
- Subersionen des Surrealen im mittel- und osteuropäischen Film (Konzept, Textauswahl, Übersetzungen, Texte). Frankfurt a. M.: Deutsches Filminstitut 2003, ISBN 3-9805865-4-5.
- Die überrumpelte Wirklichkeit. Texte zum sowjetischen Dokumentarfilm der 20er und frühen 30er Jahre (Konzept, Textauswahl und Übersetzungen). Leipzig: Leipziger Dok.-Filmwochen GmbH 2003, ISBN 3-932214-12-9.
- (Hrsg. mit Andrej Tarkovskij jun. und Lothar Schirmer) Andrej Tarkovskij: Leben und Werk. Filme. Schriften, Stills und Polaroids Schirmer/Mosel, München 2012, ISBN 978-3-8296-0587-8.
- Alexander Sokurov: Japanische Reisen. Aus dem Russischen übersetzt und mit einem Nachwort von Hans-Joachim Schlegel. München: Schirmer/Mosel 2012. ISBN 978-3-8296-0620-2.